# Società Sportiva Macerata 1930-1931
Questa pagina raccoglie i dati riguardanti la Società Sportiva Macerata nelle competizioni ufficiali della stagione 1930-1931.

## Rosa
| N. |                   | Ruolo | Calciatore              |
| -- | ----------------- | ----- | ----------------------- |
|    | Italia (bandiera) | P     | Renato Bartolozzi       |
|    | Italia (bandiera) | C     | Domenico Bella          |
|    | Italia (bandiera) | C     | Giuseppe Rossetti (cap) |
|    | Italia (bandiera) | A     | Dogani                  |
|    | Italia (bandiera) | D     | Elementi                |
|    | Italia (bandiera) | D     | Umberto Forese          |

| N. |                   | Ruolo | Calciatore       |
| -- | ----------------- | ----- | ---------------- |
|    | Italia (bandiera) | D     | Sempronio Leoni  |
|    | Italia (bandiera) | C     | Armando Lombardi |
|    | Italia (bandiera) | A     | Monti            |
|    | Italia (bandiera) | D     | Ateo Stocco      |
|    | Italia (bandiera) | A     | Piero Tosi       |